# Souleymane Camara
Souleymane Camara (Dakar, Senegal, 22 de diciembre de 1982) es un exfutbolista senegalés. Jugaba de delantero y los 13 últimos años de su carrera los jugó en el Montpellier H. S. C. de Francia.
En mayo de 2020 anunció su retiro al término de la temporada 2019-20.

## Selección nacional
Fue internacional con la selección de fútbol de Senegal en 36 partidos internacionales y anotó 7 goles.

### Participaciones en Copas del Mundo
| Mundial                        | Sede                  | Resultado        |
| ------------------------------ | --------------------- | ---------------- |
| Copa Mundial de Fútbol de 2002 | Corea del Sur y Japón | Cuartos de final |

## Clubes
| Club                    | País    | Año       | Partidos | Goles |
| ----------------------- | ------- | --------- | -------- | ----- |
| A. S. Monaco F. C.      | Mónaco  | 2001-2005 | 78       | 14    |
| E. A. Guingamp (cedido) | Francia | 2004      | 13       | 2     |
| O. G. C. Niza           | Francia | 2005-2007 | 35       | 1     |
| Montpellier H. S. C.    | Francia | 2007-2020 | 433      | 76    |

| País                 | Año       | Partidos | Goles |
| -------------------- | --------- | -------- | ----- |
| Selección de Senegal | 2002-2012 | 36       | 7     |

## Palmarés

### Títulos nacionales
| Título                     | Club                 | País    | Año  |
| -------------------------- | -------------------- | ------- | ---- |
| Copa de la Liga de Francia | A. S. Monaco F. C.   | Francia | 2003 |
| Ligue 1                    | Montpellier H. S. C. | Francia | 2012 |